# Nat Neujean

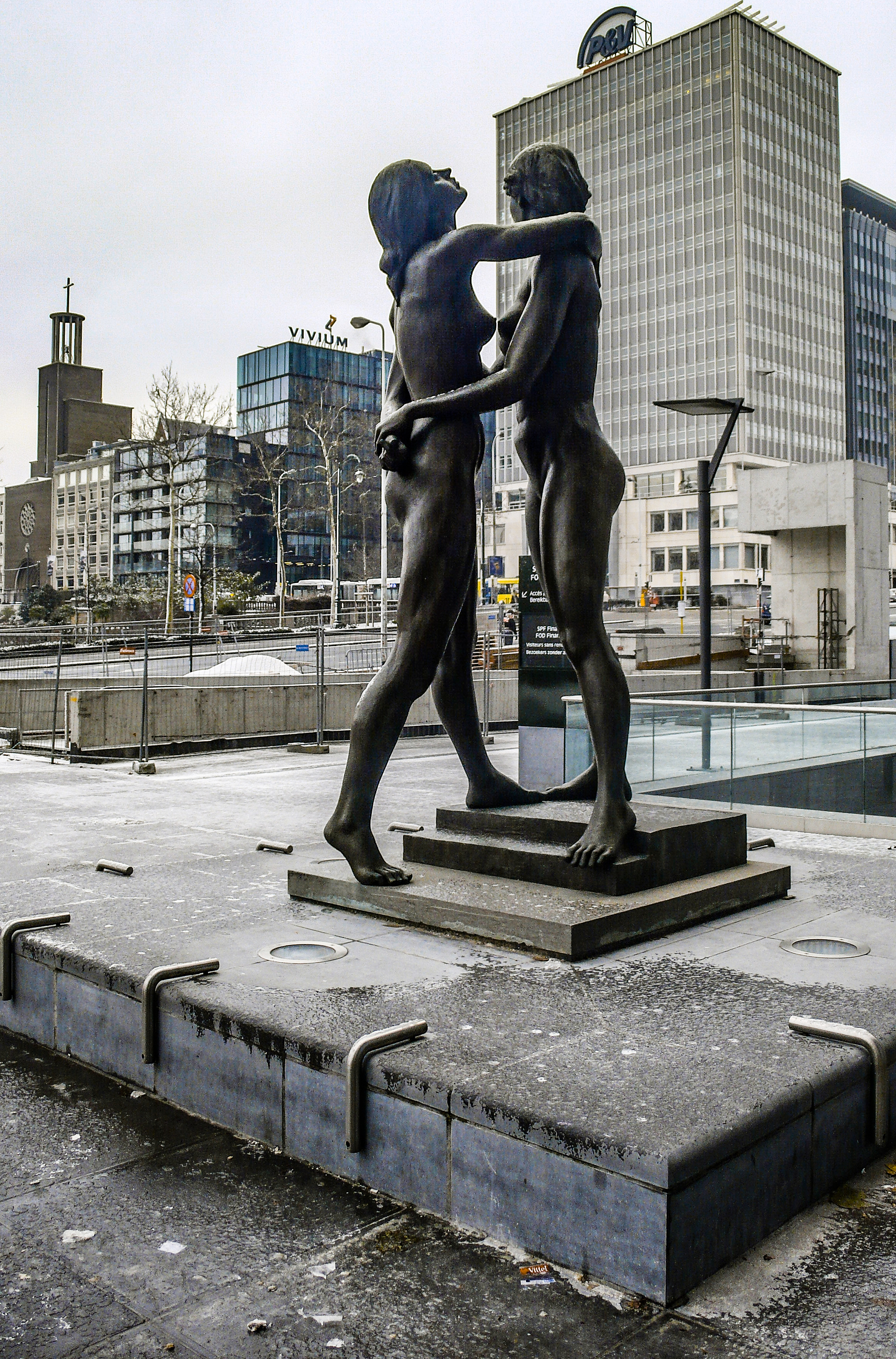
L'Âme Sentinelle, 1982-1984

Nat Neujean, pseudonimo di Abraham Nathan Neuman (Anversa, 5 gennaio 1923 – Uccle, 4 febbraio 2018), è stato uno scultore belga.

## Biografia
Abraham Nathan Neuman nacque ad Anversa il 5 gennaio del 1923. All'età di quattordici anni iniziò a lavorare in uno studio artistico anversano, dove mosse i primi passi nel mondo della scultura. Negli anni dal 1939 al 1941, venne accettato come studente presso l'accademia reale di belle arti di Anversa. Nel 1941, in seguito all'espulsione degli studenti belgi di origine ebraica dai luoghi di insegnamento (a causa dell'occupazione nazista), si installò definitivamente a Bruxelles e, su consiglio di un amico della resistenza, assunse lo pseudonimo di Nathanaël (poi abbreviato in Nat) Neujean.
Dopo la guerra visse a Parigi dal 1946 al 1947, studiando l'anatomia alla scuola di belle arti. Negli anni 1950 lavorò anche in Italia, tra Firenze e Milano, realizzando per lo più delle sculture in bronzo con la fonderia d’arte De Andreis. Una volta tornato a Bruxelles, iniziò a realizzare le sue prime opere di successo, come il gruppo Les Filles de l'Eau per un parco della città di Namur. Nel 1954 scolpì un busto di Tintin, un personaggio creato dal fumettista Hergé, a sua volta ritratto da Neujean nel 1958.
Avendo subito la discriminazione antisemita durante la seconda guerra mondiale, egli si impegnò nella difesa del patrimonio ebraico in Belgio; pertanto, nel gennaio del 1963, realizzò un certo numero di modelli legati all'Olocausto per il palazzo delle belle arti brussellese. In quegli anni si svolsero anche delle mostre negli Stati Uniti d'America, inclusa una retrospettiva al museo di belle arti di Boston nel 1964. Realizzò anche delle sculture su dei soggetti femminili, come La Belle Toscane del 1967.
Nel 1972 Nat Neujean divenne un membro dell'accademia reale di scienze, lettere e delle belle arti del Belgio e nel 1978 venne nominato professore della classe delle belle arti. Nel 1995 divenne un membro dell'accademia nazionale di San Luca, a Roma. Fu anche un grand'ufficiale dell'ordine di Leopoldo e dell'ordine della Corona. Neujean morì a Uccle, uno dei comuni dell'area metropolitana di Bruxelles, nel 2018, all'età di novantacinque anni.

## Lista di opere (parziale)

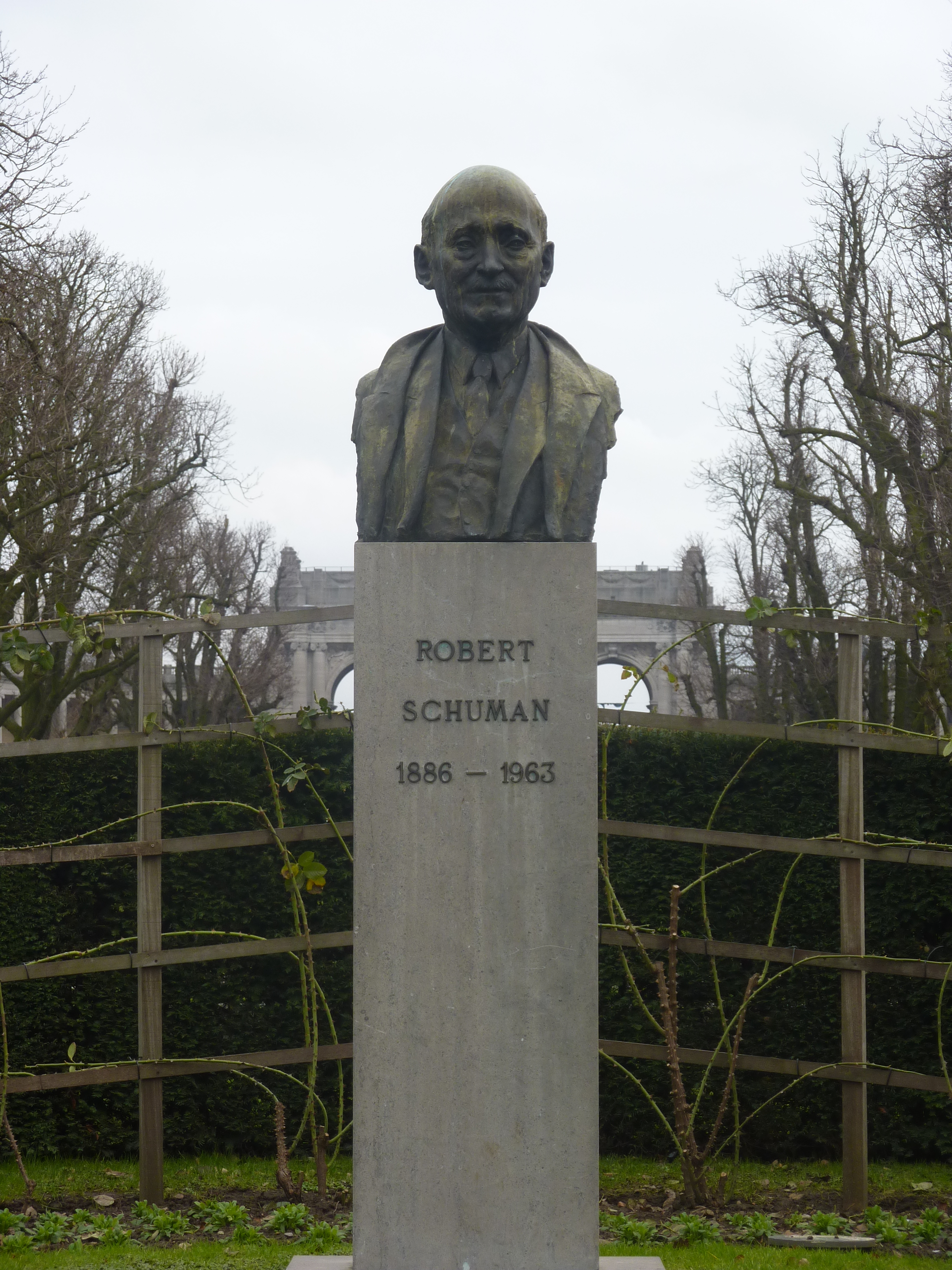
Robert Schuman, 1987

- Les Filles de l'Eau (1951) : Parc Louise-Marie di Namur[8]
- Tintin (1954 - busto): Centro belga del fumetto, Bruxelles[9]
- L'Anglaise (1957)
- Hergé (1958)[9]
- La Déportation (1961)
- La Chute (1965 - altezza: 46 cm)
- La Douce (1966 - altezza: 89 cm)
- La Belle Toscane (1967)
- Jeune fille au soleil (1967)
- L'Amazone (1967 - altezza: 87 cm)
- La Femme de Lot (1968): Valley House Gallery and Sculpture Garden di Dallas[10]
- L'Obstacle (1970)
- Tintin et Milou (1976): Parc de Wolvendael a Uccle[9]
- La Surprise (1977)
- L'Âme Sentinelle (1982-1984 - bronzo - altezza: 400 cm): ai piedi della torre delle Finanze di Bruxelles
- Robert Schuman (1987 - busto in bronzo): Parco del Cinquantenario, Bruxelles.
- Hervé Hasquin (2017 - buste in bronzo): Accademia reale del Belgio, Bruxelles.